# Santalum spicatum
Santalum spicatum, el sàndal australià, és un arbre originari de zones semiàrides del sud-oest d'Austràlia. Es comercialitza com a fusta de sàndal, i el seu valuós oli s'ha utilitzat com a aromàtitzanc, medicament i font d'aliments. S. spicatum és una de les quatre espècies de Santalum de gran valor que es produeixen a Austràlia.

## Descripció
És una de les quatre espècies de la família de les santalàcies que es troben a Austràlia Occidental. Té una distribució similar al quanong (Santalum acuminatum) i és un hemiparàsit que requereix macronutrients de les arrels dels hostes. Té un costum arbustiu i d'arbres petits, però pot créixer fins als 6 metres i tolera bé la sequera i la sal. El fullatge és de color verd grisenc. El fruit de S. spicatum és esfèric, d'uns 3 cm de diàmetre i de color ataronjat. El gruix de la fruita el forma un nucli comestible amb una closca dura; la closca és més llisa que la superfície rugosa de S. acuminatum. La germinació es produeix en condicions càlides i humides.

## Distribució
Inicialment distribuït al sud-oest d'Austràlia, a la planura costanera de Swan i a les regions interiors de baixes precipitacions, l'impacte del cultiu intensiu i la neteja de terres per al blat i ovella des de la dècada de 1880 ha reduït considerablement el rang i la població de l'espècie.
Se sap que el cangur rata de cua d'escombra (Bettongia penicillata) consumeix i emmagatzema les llavors d'aquesta espècie i es creu que va tenir un paper significatiu en la seva dispersió abans de la seva davallada al segle xx.